# Austin Powers in Goldmember
Austin Powers in Goldmember (bra: Austin Powers em O Homem do Membro de Ouro; prt: Austin Powers em Membro Dourado) é um filme americano dirigido por Jay Roach, do gênero comédia de ação. Foi lançado pela Warner Bros. no dia 26 de Julho de 2002.
O filme conta a História do espião Austin Powers, um agente secreto que tem seu pai, Nigel Powers, sequestrado e levado de volta ao ano 1975 por Goldmember, a mando de seu arqui-inimigo, Dr. Evil. Powers também volta ao tempo para resgatar seu pai, lá ele encontra sua antiga namorada, a agente do FBI, Foxxy Cleopatra, e confronta com Goldmember. Todos embarcam para o século XXI, onde o desenrolar do filme continua.
Mike Myers foi indicado a melhor performance de comédia e melhor vilão respectivamente no MTV Movie Awards, vencendo o primeiro. Beyoncé Knowles foi indicada a melhor música no Black Reel Award por "Work It Out. O filme venceu a categoria de melhor filme no Kids Choice Awards.

## Enredo

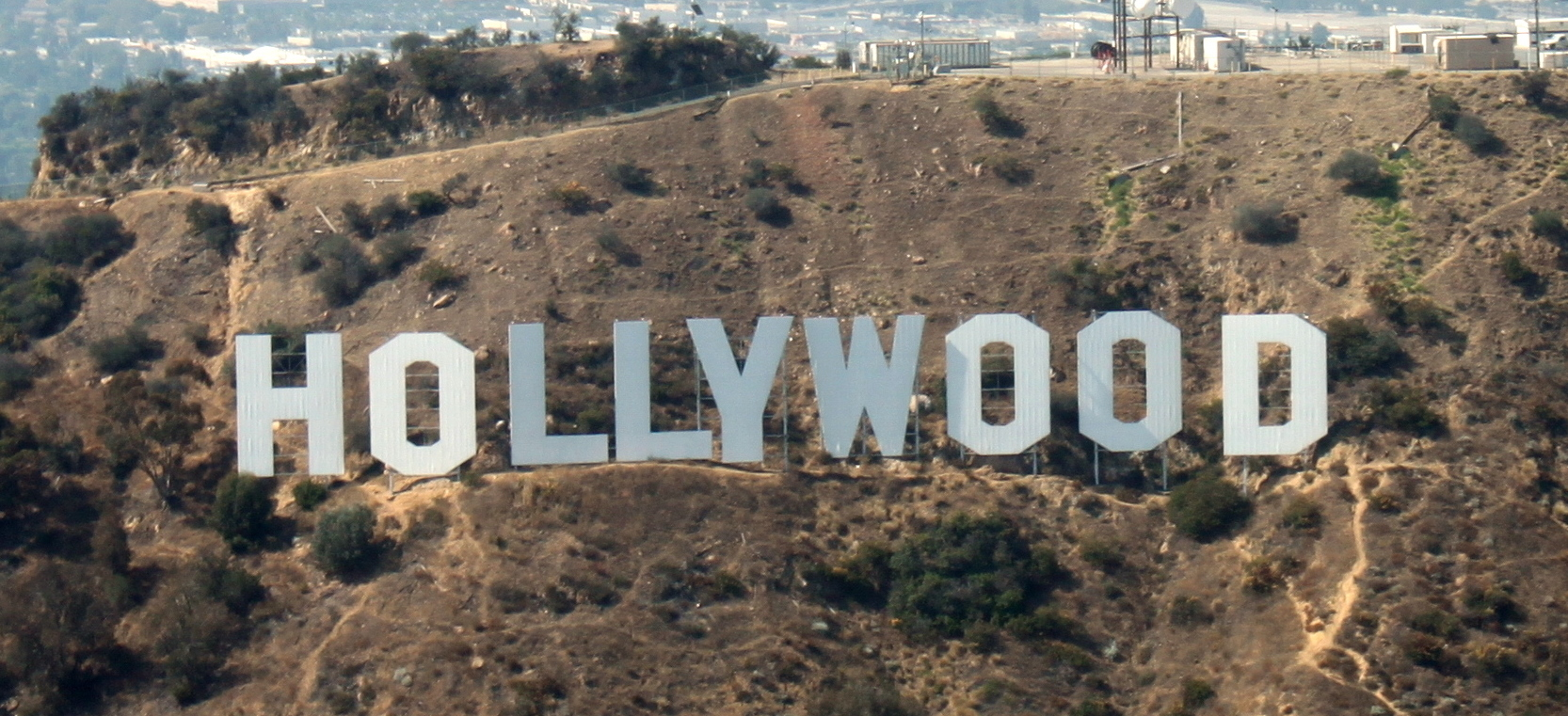
Dr. Evil adota um novo covil atrás do letreiro de Hollywood.

O filme tem como abertura um cena de ação sendo gravada em Hollywood, por Tom Cruise interpretando Austin Powers, Kevin Spacey como o Dr. Evil, Danny DeVito como Minni-Me e Gwyneth Paltrow como Dixie Normous, logo revelando o título do filme de Austinpussy. Depois do corte na cena o estúdio é revelado, junto com Steven Spielberg sentado na cadeira de diretor. Após uma conversa hilária entre com Steven, Austin começa sua coreografia com seus bailarinos, ao som de "Soul Bossa Nova" de Quincy Jones, junto com os créditos iniciais do filme, no meio da coreografia, Austin e Britney Spears que fazem uma espécie de disputa de dança, ao som da música Boys, ambos com seus dançarinos, Austin vence e explode a cabeça de Britney, e diz a frase "Oops!... I Did It Again", satirizando uma música dela. Depois da dança o filme é cortado para a cena inicial do filme.
Em 2002, em um novo covil atrás do famoso letreiro de Hollywood, Dr. Evil descreve seu mais novo plano para seus capangas: ele vai voltar no tempo para 1975 e trazer de volta Johan van der Smut, conhecido como "Goldmember", que desenvolveu uma unidade de fusão por um raio, Dr. Evil a nomeia de Preparation H. Ele pretende usar o raio para puxar um meteoro na Terra para atacar as calotas polares e causar inundações global. No entanto, momentos depois de revelar este plano Austin Powers e o Serviço Secreto Britânico atacam e impedem Dr. Evil.
Austin é condecorado por seus serviços, mas se decepciona quando seu pai, o famoso espião Nigel Powers, não comparece ao evento. Em uma festa para comemorar seu título de cavaleiro, ele canta uma canção com a banda Ming Tea, intitulada "Daddy Wasn't There" e mais tarde se reúne duas gêmeas japonesas chamadas Fook Mi e Fook Yu e quando está prestes a fazer um ménage à trois com elas, Basil Exposition informa a Austin que seu pai foi sequestrado, a única pista foi que a tripulação de seu iate teve suas genitálias pintada de ouro. Em busca de respostas, Austin, visita o então, preso Dr. Evil, que lhe diz que Goldmember está por trás do sequestro.
Viajando a 1975, Austin se infiltra na discoteca Studio 69 (uma alusão a discoteca Studio 54) que pertence a Goldmember e se encontra com Foxxy Cleopatra, uma antiga paixão e agente do FBI que está disfarçada como uma cantora de Disco music. Com a ajuda de Foxxy, Austin localiza seu pai, mas não consegue de resgatá-lo. Goldmember leva Nigel com ele numa máquina do tempo para 2002, e deixa sua capanga para matar Austin. Foxxy ajuda Austin a escapar, e pede para levá-la ao futuro, para ajudar a salvar seu pai e se vingar Goldmember por assassinar seu parceiro. Em 2002, Dr. Evil e Mini-Me instigam uma revolta na prisão, que possa os deixar escapar. O agente Verruga da Inteligência britânica chamado de Número 3, que coincidentemente tem uma grande verruga no rosto, informa Austin que Dr. Evil foi transferido para um novo covil perto de Tóquio - um submarino gigante em forma de Dr. Evil. Austin e Foxxy voam para Tóquio e enfrentam um dos capangas do Dr. Evil, Fat Bastard (Igor Dão), agora um lutador de sumô. Depois de uma briga entre Austin e Fat Bastard, Foxxy aponta um revólver para Fat que lhe diz que um homem de negócios japonês, Sr. Roboto, está trabalhando em um dispositivo para Dr. Evil e Goldmember.
Austin e Foxxy mais tarde se reúnem com o Sr. Roboto, que demonstra desconhecer o paradeiro de Nigel. Insatisfeitos, Austin e Foxxy infiltram-se na fábrica Roboto onde a unidade de comando para o raio está sendo anexada no carro de Goldmember, e Roboto dá a Goldmember uma chave de ouro necessário para ativar o feixe do raio. Foxxy confronta Goldmember, enquanto Austin tenta libertar Nigel, mas Goldmember escapa com a unidade de comando e foge para o submarino de Dr. Evil. Incapaz de resolver suas diferenças, Nigel e Austin arranja maneiras quando discordam sobre como lidar com a situação. Enquanto isso, o filho de Dr. Evil, Scott Evil, tornou-se cada vez mais mal em uma tentativa de provar a si mesmo e a seu pai, que ele também pode ser mal. Scott presenteia seu pai com tubarões com raios lasers, já que ele o queria no primeiro filme . Dr. Evil substitui Mini-Me por Scott, o rejeitado Mini-Me e se junta a Austin.

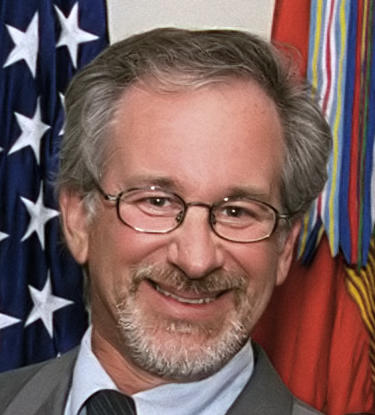
Steven Spielberg é o diretor famoso de Austinpussy.

Austin, Foxxy e Mini-Me se infiltram no submarino de Evil, mas Austin é capturado. Dr. Evil se prepara para ativar o raio, mas Foxxy rouba a chave e libera Austin. Austin se prepara para atirar em Dr. Evil, quando Nigel aparece e revela que Dr. Evil e Austin são irmãos, separados quando eram crianças, devido a uma tentativa de assassinato, que matou sua mãe, Dr. Evil foi encontrado e criado por belgas. Dr. Evil e Austin se abraçam, quando Goldmember abre suas calças para revelar seu órgão genital coberto de ouro que serve como uma chave substituta. Goldmember ativa o raio, mas Austin e Dr. Evil trabalham juntos para reverter sua polaridade, destruindo os meteoros e salvando o mundo. Os heróis captura Goldmember, que se vira para a câmera para revelar que toda a sequência de eventos foi adaptado para o cinema por Steven Spielberg,  com o mesmo elenco do início do filme, dessa vez incluindo John Travolta como Goldmember. Austin, Foxxy, Dr. Evil, Mini-Me e Nigel estão na plateia de um cinema de Hollywood assistindo ao filme. Ao sair do cinema eles encontram com Fat Bastard, agora magro, graças a uma dieta. Enquanto Austin e Foxxy se beijam, em no covil do letreiro de Hollywood, Scott Evil - agora careca, rindo de uma forma semelhante a seu pai - declara ele vai se vingar de Austin e começa a dançar como Michael Jackson.

## Elenco

### Seleção

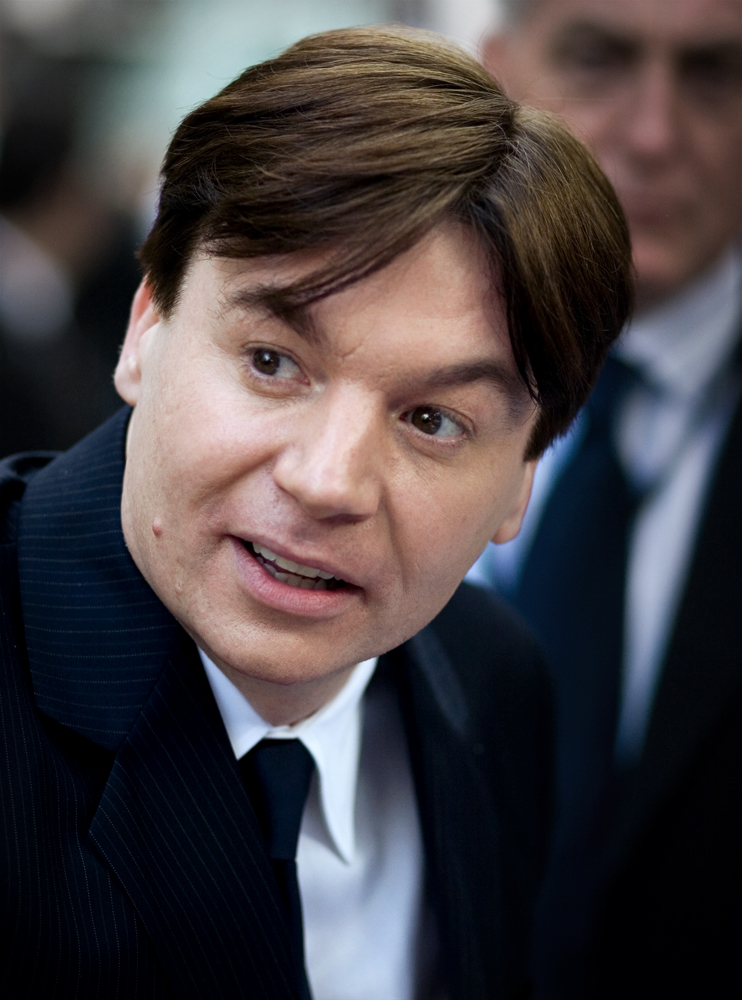
Mike Myers interpreta quatro personagens respectivamente.

Mike Myers interpreta o protagonista Austin Powers, os antagonistas Dr. Evil, Goldmember. Mike também interpreta Fat Bastard, parodiando um lutador de sumô visto em O Tigre e o Dragão. O filme também é estrelado por Beyoncé Knowles interpretando Foxxy Cleopatra, parodiando, as blaxploitation heroínas de filmes, principalmente Foxy Brown e Cleopatra Jones, além de Christie Love quando ela diz: "You're under arrest, sugah!", com a tradução livre para  "Você está preso, amorzinho!". Michael York, reprisa o papel de Basil Exposition, e Verne Troyer está sua segunda aparição como Mini-Me . O filme também introduziu um novo personagem chamado Número 3 chamado por detetive Verruga, que é interpretado por Fred Savage. Clint Howard desempenha um operador de radar em todos os três filmes.
Três atores que apareceram nos filmes anteriores interpretam personagens diferentes em Goldmember. Rob Lowe, que interpretou o amigo de um guarda morto em Austin Powers: International Man of Mystery fica novamente com o papel do Número 2 adolescente, assim como no Austin Powers: The Spy Who Shagged Me, enquanto Neil Mullarkey que era uma balconista em Austin Powers: International Man of Mystery e Eric Winzenried que era soldado do exército em Austin Powers: The Spy Who Shagged Me aparecem como o Médico e um capanga na enfermaria.

### Personagens
Personagens principais
Mike Myers interpreta:
Austin Powers um agente do Ministério da Defesa, apesar do uso de gírias ultrapassadas e roupas antigas, é bem mulherengo.

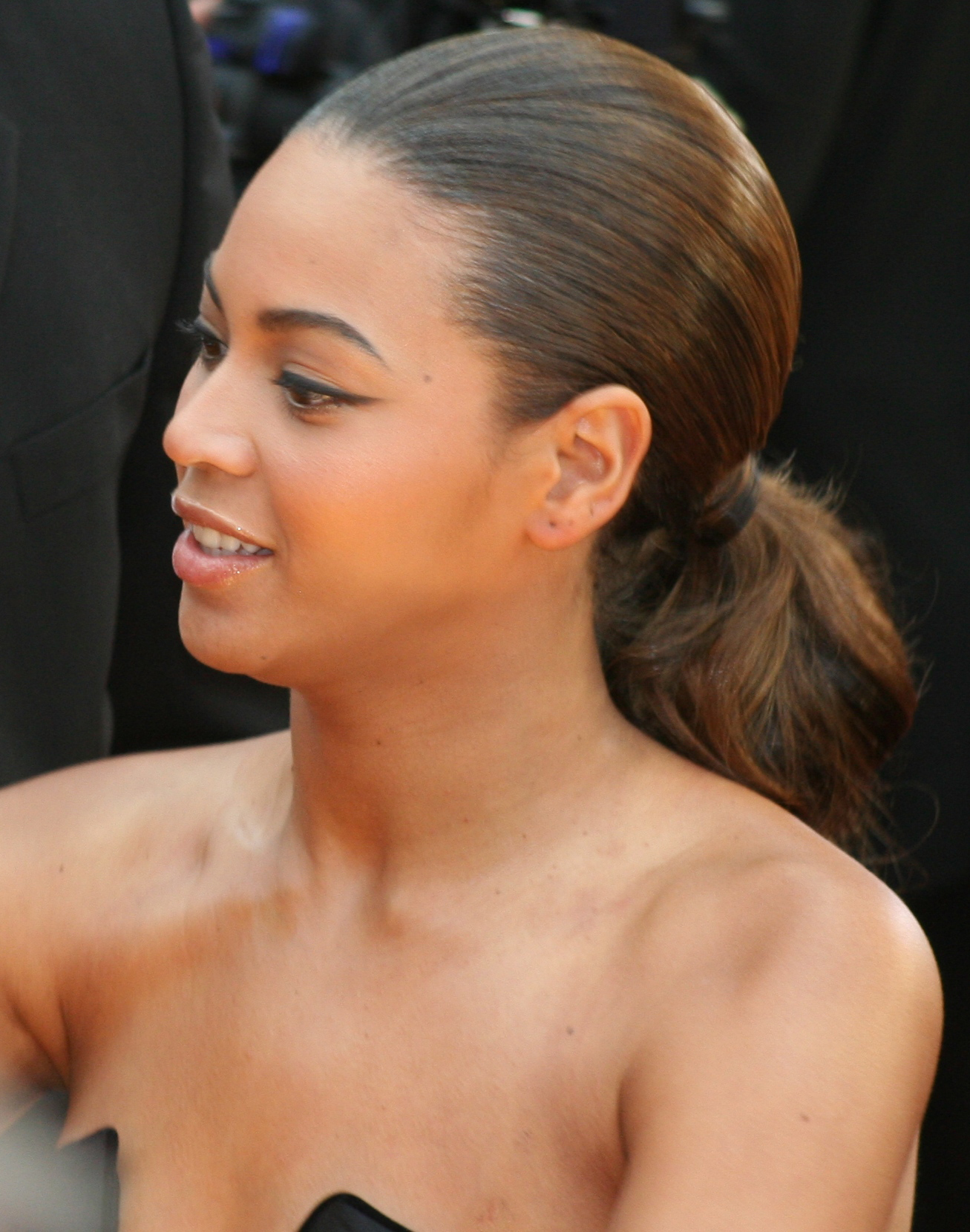
Beyoncé interpreta a agente do FBI dos anos 70, Foxxy Cleopatra.

Douglas Powers mais conhecido como Dr. Evil maquiavélico irmão de Austin, líder de uma organização do mal: a Virtucon, com muitos capangas como seus aliados, e que faz esquemas ridículos para tentar impedir Austin de salvar o mundo.
Johan van der Smut vilão holandês conhecido como Goldmember por fundiu as genitálias dos seus inimigos com ouro. Foi parcialmente inspirado em Auric Goldfinger da série de filmes de James Bond.
Fat Bastard lutador de sumô, cúmplice de Dr. Evil e Goldmember, que acaba virando amigo de Austin.
Beyoncé Knowles interpreta Foxxy Cleopatra uma ajudante e ex-amante de Austin, ele é dos anos 70, ela usa um black power e roupas da época. Ela usa a palavra "sugar" que significa "açúcar", muitas vezes, mas pronuncia como "sugah", referindo-se a alguma pessoa.
Michael York interpreta Basil Exposition um membro da inteligência britânica e aliado de Austin, costuma dizer "[Austin] é irresistível para as mulheres, mortal para seus inimigos e uma lenda em seu próprio tempo."
Michael Caine interpreta Nigel Powers mulherengo pai de Austin e Dr. Evil, ele também é um espião de respeito, assim como Austin.
Robert Wagner interpreta Número 2 segundo no comando da 'Virtucon, amigo de Dr. Evil desde o colegial.

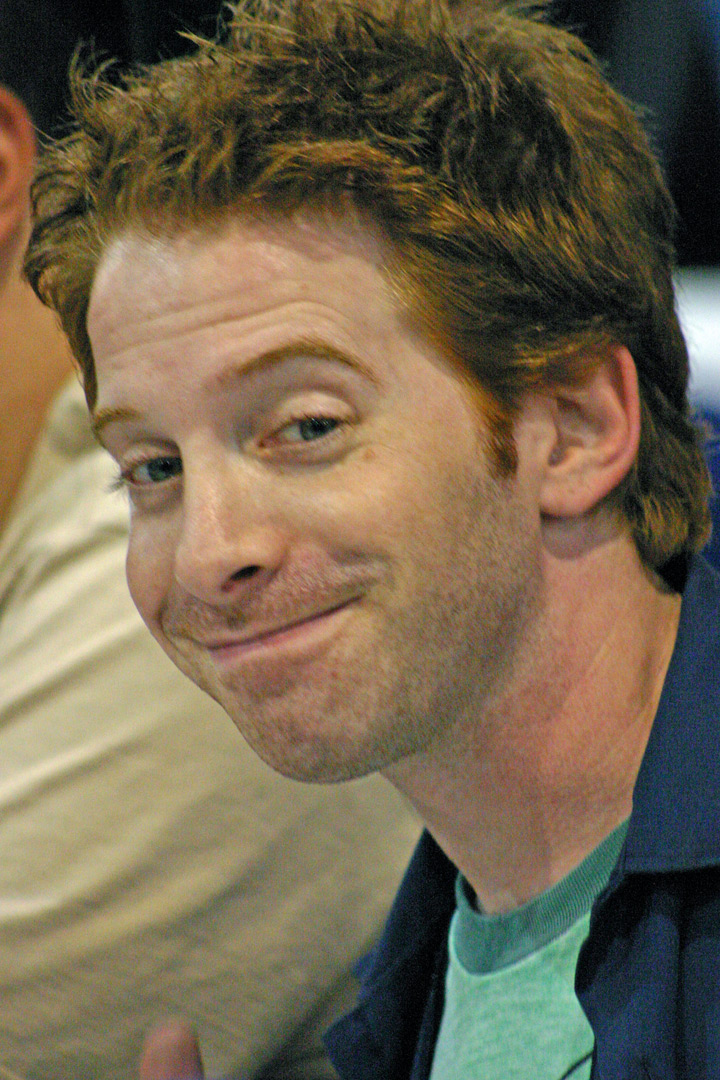
Seth Green interpreta o sobrinho de Austin, Scott Evil.

Seth Green interpreta Scott Evil filho de Dr. Evil. Scott torna-se cada vez mais mal no terceiro filme, e, eventualmente, substitui Mini-Me.
Verne Troyer interpreta Mini Me pequeno clone de Dr. Evil, substituído por Scott Evil, ele acaba sendo convencido por Número 3, a passar para o lado de Austin, assim virando o novo clone de Austin Powers.
Mindy Sterling interpreta Frau Farbissina mãe de Scott, ex-amante de Dr. Evil.
Fred Savage interpreta Número 3 ou Detetive Verruga aliado de Austin, apesar de talentoso no trabalho, tem uma grande verruga no rosto, onde nem Austin, nem Dr. Evil, conseguem ficar sem vê-la e apontá-la, todo o tempo.
Personagens secundários
Masi Oka interpreta O Cara Japonês do Copyright
Diane Mizota interpreta a gêmea japonesa Fook Mi
Carrie Ann Inaba interpreta a gêmea japonesa Fook Yu
Nobu Matsuhisa interpreta Mr. Roboto um mafioso japonês aliado de Dr. Evil
Personagens na adolescência (1958)
Aaron Himelstein interpreta Austin Powers
Josh Zuckerman interpreta Dr. Evil
Eddie Adams interpreta Basil Exposition
Evan Farmer interpreta Numero 2

## Austinpussy
Austinpussy é um filme fictício, baseado nas aventuras de Austin Powers, é dirigido pelo ganhador de Oscar Steven Spielberg, e estrelado por grandes estrelas do cinema americano. Tom Cruise interpretando Austin Powers, Kevin Spacey interpretando o Dr. Evil, Danny DeVito como Mini-Me, Gwyneth Paltrow como Dixie Normous, e adicionalmente John Travolta como Goldmember.
No início do filme Austin Powers in Goldmember, após uma cena de ação com o elenco de estrelas, é possível ver o estúdio e os bastidores de Austinpussy, logo depois Austin e Steven, fazer um breve diálogo:
Steven: Então, Austin, o que você achou dos créditos de abertura?
Austin: Bem, eu não posso acreditar que Sir Steven Spielberg, o criador de  filmes mais incrível na história do cinema, está fazendo um filme sobre a minha vida. Muito legal, baby, yeah.  Dito isto, eu tenho algumas observações.
Steven: [segurando um Oscar] Sério? Bem, meu amigo aqui acha que esta bom do jeito que esta.
Austin: Bem, sem ofensa, Sir Stevie, mas você tem que ter mojo baby, yeah.

## Controvérsia
O título, Goldmember, levou a Metro-Goldwyn-Mayer - distribuidora da franquia dos filmes de James Bond - tomar uma ação legal na justiça, que levou a Warner Bros. a tirar matérias promocionais e trailers. A disputa foi brevemente resolvida e o título continuou inalterada.

## Trilha sonora
A trilha sonora teve duas canções compostas e interpretadas por Beyoncé, uma delas, "Work It Out", sendo lançada como single, dia 11 de Junho de 2002, para promover o filme. A canção alcançou a terceira posição no chart da Noruega, e a sétima posição na UK Singles Chart. Um remix da canção feito por Victor Calderone & Maurice Joshua Mixes também foi bem sucedido, entrando na décima primeira posição da Billboard Hot Dance Club Songs.
A outra canção "Hey Goldmember" foi composta por Harry Wayne Casey, Richard Finch, Mike Myers e Paul Myers. Ela contém samples de "Sing a Song" interpretada por Earth, Wind & Fire, além de "Get Down Tonight", "That's the Way (I Like It)" e "(Shake, Shake, Shake) Shake Your Booty" interpretadas por KC & The Sunshine Band.
Outra canção notória do álbum foi "Boys" de Britney Spears que interpreta a música no início do filme, sendo que a versão do single contém a participação de vocais de Pharrell Williams. O disco contém a participação da banda Ming Tea, na canção "Daddy Wasn't There", e de Solange Knowles e Devin em "Hey Goldmember".
O álbum teve bom desempenho nas paradas, dos Estados Unidos, alcançando o topo da Billboard Top Soundtracks, além da vigésima sétima posição na Billboard 200 e a quadragésima sexta posição na Billboard R&B/Hip-Hop Albums.

## Lançamentos

### Cinema
A estréia do terceiro filme da série Austin Powers, seu deu a 3 613 cinemas no mundo, no dia 26 de Julho de 2011, liderando a bilheteria naquele final de semana, arrecadando um total grosso de US$ 110 559 220. O total arrecadado pelo filme no mundo foi de US$ 296 655 431.

### DVD, Blu-ray e VHS
O DVD do filme foi lançado dia 3 de Dezembro de 2002, e a versão Blu-ray só veio a ser lançada no dia 4 de Janeiro de 2011. Também foi disponibilizada uma versão de VHS do filme.  O DVD ganhou o Satellite Awards de melhor DVD.[carece de fontes?]
O DVD do filme contém os extras:
- Infinifilm
- Fact Track
- MI-6: International Man of Mystery
- English, english
- Disco Fever
- Fashion vs. Fiction
- Feature-Length Commentary With Jay Roach & Mike Myers
- Deleted Scenes
- Jay Roach & Mike Myers: Creative Convergence
- Confluence of Characters
- Opening Stunts
- The Cars of Austin Powers
- Anatomy of Three Scenes
- Visual Effects
- Beyoncé Knowles "Work It Out" Music Video
- Britney Spears "Boys" Music Video
- Ming Tea "Daddy Wasn't There" Music Video
- Dr. Evil and Mini Me "Hard Knock Life" Music Video
- Teaser Trailers
- Theatrical Trailer
- DVD-ROM Content

### Download digital
A Amazon disponibilizou o download digital e a visualização online do filme no mesmo ano de seu lançamento. 

### Coletâneas
Foi lançadas diversas coletâneas dos filmes da série, a primeira contendo os três primeiros filmes da série, Austin Powers: International Man of Mystery, The Spy Who Shagged Me e Goldmember foi lançada no dia 3 de Dezembro de 2002. Em 2008 os três filmes foram relançados os três filmes novamente com a coletânea intitulada Austin Powers Collection no dia 2 de Dezembro. No dia 29 de Setembro de 2009, a New Line Cinema decidiu relançar além dos três filmes de Austin Powers, mais um clássico do cinema espião, o longa Spies Like Us, intitulando a coletânea de 4 Film Favorites: International Spies Collection.

## Recepção da crítica
| Críticas profissionais | Críticas profissionais |
| Pontuações agregadas   | Pontuações agregadas   |
| Fonte                  | Avaliação              |
| ---------------------- | ---------------------- |
| Metacritic             | (62/100)               |
| Avaliações da crítica  |                        |
| Fonte                  | Avaliação              |
| About.com              | [ 31 ]                 |
| BBC                    | [ 3 ]                  |
| Entertainment Weekly   | [ 37 ]                 |
| New York Times         | [ 5 ]                  |
| Rotten Tomatoes        | [ 38 ]                 |
| Sun Times              | [ 15 ]                 |

O filme teve criticas positivas, de acordo com a Metacritic, baseada em 34 críticas profissionais. Neil Smith da BBC avaliou o filme com três estrelas de cinco, dizendo "Goldmember é sempre divertido e muitas vezes hilariante, com valores de produção que rivalizam com os de um filme de James Bond".Dando duas estrela e meia de cinco, Stephen Holden do New York Times, disse que "o que distingue a série Austin Powers (Goldmember, em particular) de outras franquias de Hollywood é o mundo infinitamente auto-referencial pop que ele habita".
O filme foi bem avaliado por Ivana Redwine, da About.com que deu ao filme quatro estrelas de cinco. Kenneth Turan do Los Angeles Times disse em sua resenha "Todo mundo gosta da ideia de Austin Powers, mas a realidade de "Austin Powers in Goldmember" é que é muito mais difícil de tê-la." Missy Schwartz da Entertainment Weekly deu duas estrelas e meia de cinco para o filme e destacou a participação especial da família Osbourne e a volta de Austin para os anos 70.

## Prêmios e indicações
| Cerimônia                                             | Categoria                             | Nomeação                                                     | Resultado |
| ----------------------------------------------------- | ------------------------------------- | ------------------------------------------------------------ | --------- |
| MTV Video Music Awards                                | Best Video From a Film                | "Boys (The Co-Ed Remix)" por Britney Spears (feat. Pharrell) | Indicado  |
| BMI Film & Television Awards                          | BMI Film Music Award                  | George S. Clinton                                            | Venceu    |
| Black Reel Awards                                     | Best Breakthrough Performance         | Beyoncé Knowles                                              | Indicado  |
| Black Reel Awards                                     | Best Song                             | Beyoncé Knowles, "Work It Out"                               | Indicado  |
| Canadian Comedy Awards                                | Film - Pretty Funny Male Performance  | Mike Myers                                                   | Venceu    |
| Canadian Comedy Awards                                | Film - Pretty Funny Writing           | Mike Myers                                                   | Venceu    |
| Empire Awards                                         | Best Actor                            | Mike Myers                                                   | Indicado  |
| Empire Awards                                         | Scene of the Year                     | The opening sequence                                         | Indicado  |
| Satellite Awards                                      | Best Costume Design                   | Deena Appel                                                  | Indicado  |
| Satellite Awards                                      | Best Original Song                    | "Work It Out"                                                | Indicado  |
| Satellite Awards                                      | Best Overall DVD                      |                                                              | Indicado  |
| Hollywood Makeup Artist and Hair Stylist Guild Awards | Best Character Hair Styling - Feature | Candy L. Walken, Jeri Baker, Susan V. Kalinowski             | Indicado  |
| Hollywood Makeup Artist and Hair Stylist Guild Awards | Best Period Hair Styling - Feature    | Candy L. Walken, Jeri Baker, Susan V. Kalinowski             | Indicado  |
| Kids Choice Awards                                    | Favorite Movie                        |                                                              | Venceu    |
| Kids Choice Awards                                    | Favorite Female Butt Kicker           | Beyoncé Knowles                                              | Indicado  |
| Kids Choice Awards                                    | Favorite Male Movie Star              | Mike Myers                                                   | Indicado  |
| Kids Choice Awards                                    | Favorite Fart in a Movie              |                                                              | Indicado  |
| MTV Movie Awards                                      | Best Comedic Performance              | Mike Myers                                                   | Venceu    |
| MTV Movie Awards                                      | Best Villain                          | Mike Myers                                                   | Indicado  |
| MTV Movie Awards                                      | Best Female Breakthrough Performance  | Beyoncé Knowles                                              | Indicado  |
| 29th Saturn Awards                                    | Best Costume                          | Deena Appel                                                  | Indicado  |
| Teen Choice Awards                                    | Choice Movie Actor - Comedy           | Mike Myers                                                   | Indicado  |
| Teen Choice Awards                                    | Choice Movie Breakout Star - Female   | Beyoncé Knowles                                              | Indicado  |